# Tétrakionion

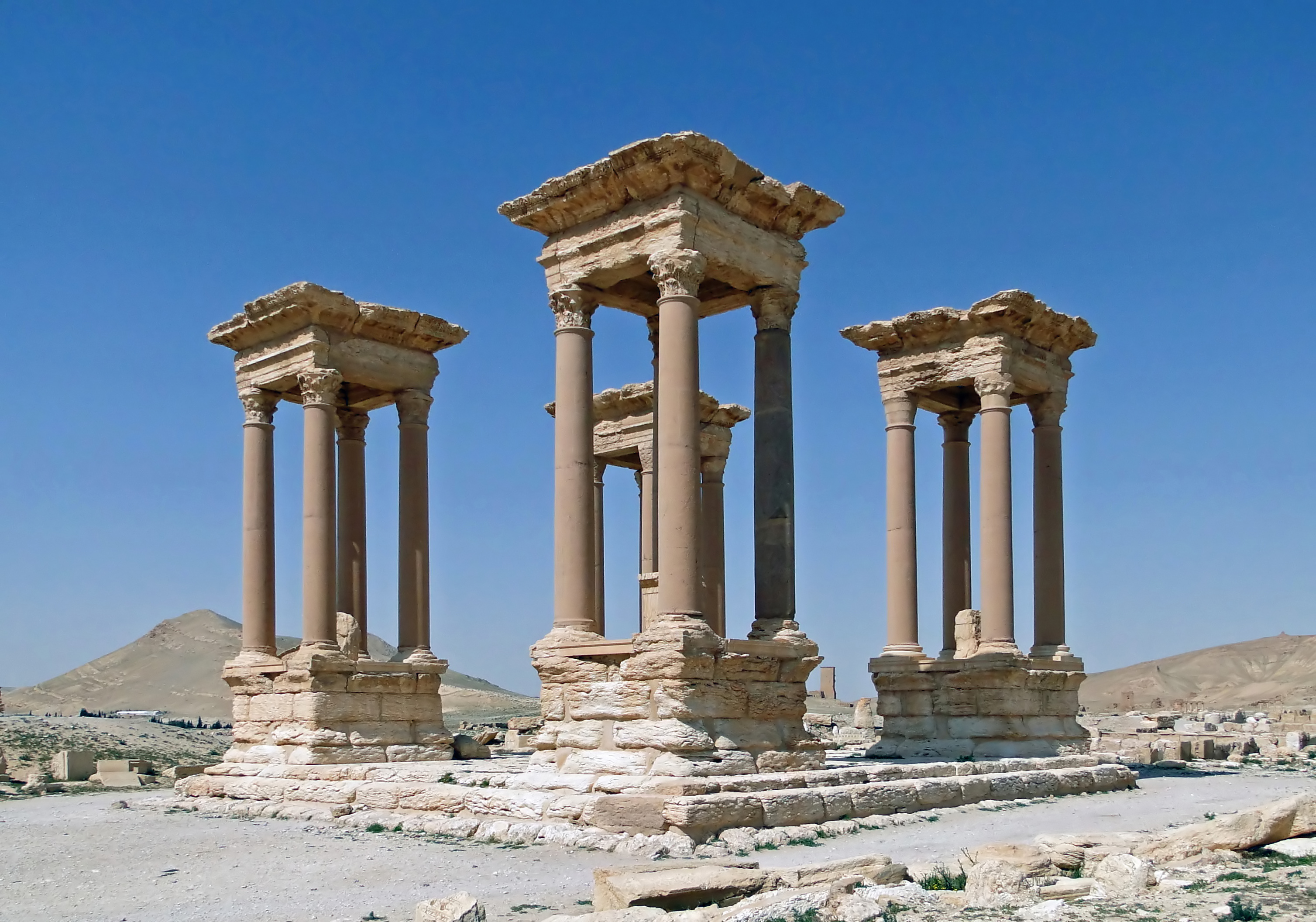
Le tétrakionion de Palmyre (Syrie).

Un tétrakionion est un monument marquant généralement un carrefour, comportant quatre éléments séparés.

## Étymologie
Le terme « tétrakionion » provient du grec ancien τετρακιόνιον (tetrakiónion) signifiant littéralement « quatre portes », composé du préfixe τετρα- (tetra-), « quatre », et de κιόνιον (kionion), diminutif de κίων (kíôn), « petite colonne ».

## Caractéristiques
Le tétrapyle est un édifice-type de l'Antiquité classique, particulièrement romaine. Placé à un carrefour, le tétrakionion est un édifice quadripyle : il est constitué de quatre élément monumentaux distincts, comme par exemple quatre colonnes surmontées chacune d'une statue, à chaque angle du carrefour. Le tétrakionion est donc un type de tétrapyle où le croisement central n'est pas recouvert : les quatre marqueurs de coins existent comme quatre structures indépendantes.

## Exemples
Jordanie
- Tétrapyle sud, Gérasa. Date du IIe siècle.

Liban
- Tétrapyle, Anjar.

Syrie
- Tétrakionion, Palmyre. Date du IIe siècle. Marque le milieu de la voie centrale de la ville ; formé de quatre piliers surmontés de groupes de quatre colonnes coiffés d'un entablement de pierre, constituant donc chacun un tétrapyle.

Turquie
- Tétrakionion, Aphrodisias[2].
- Tétrakionion, Éphèse.

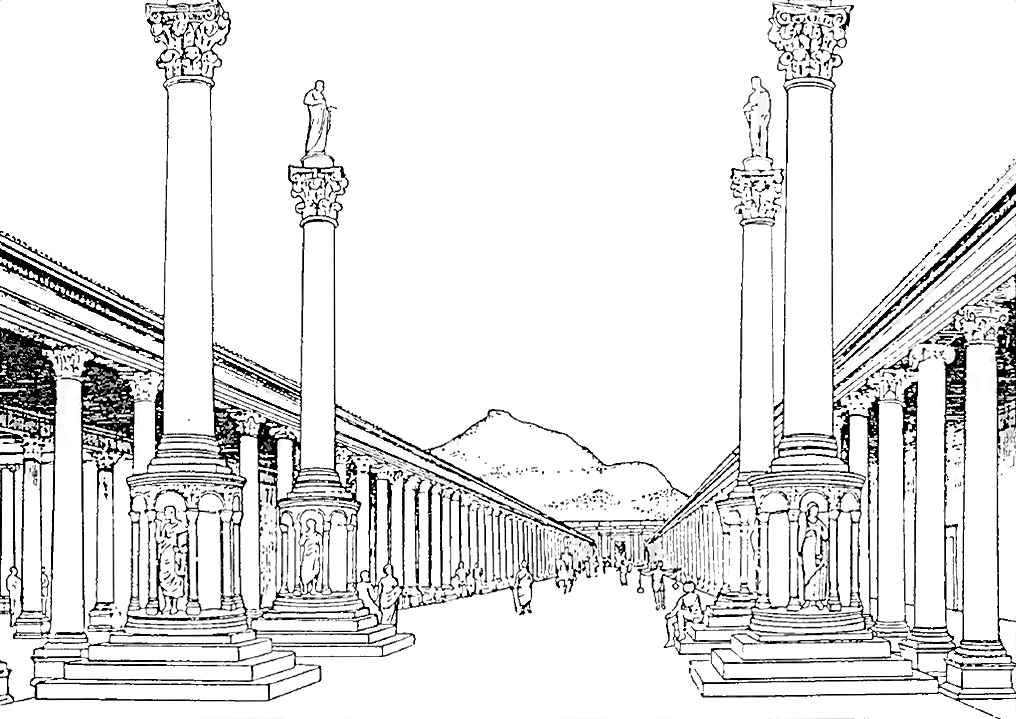
Reconstitution graphique du tétrakionion, Éphèse (Turquie).
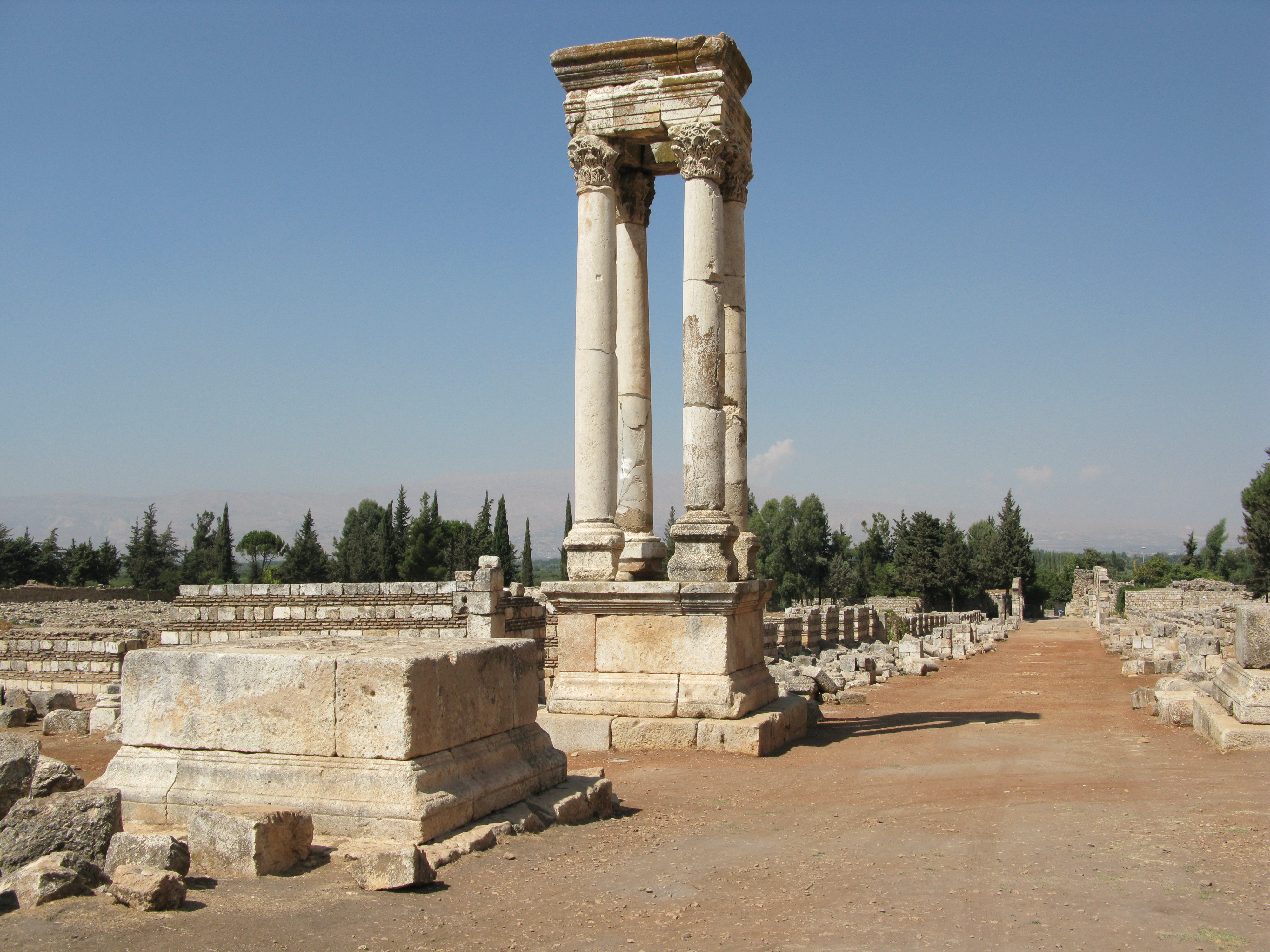
Tétrapyle, Anjar (Liban).
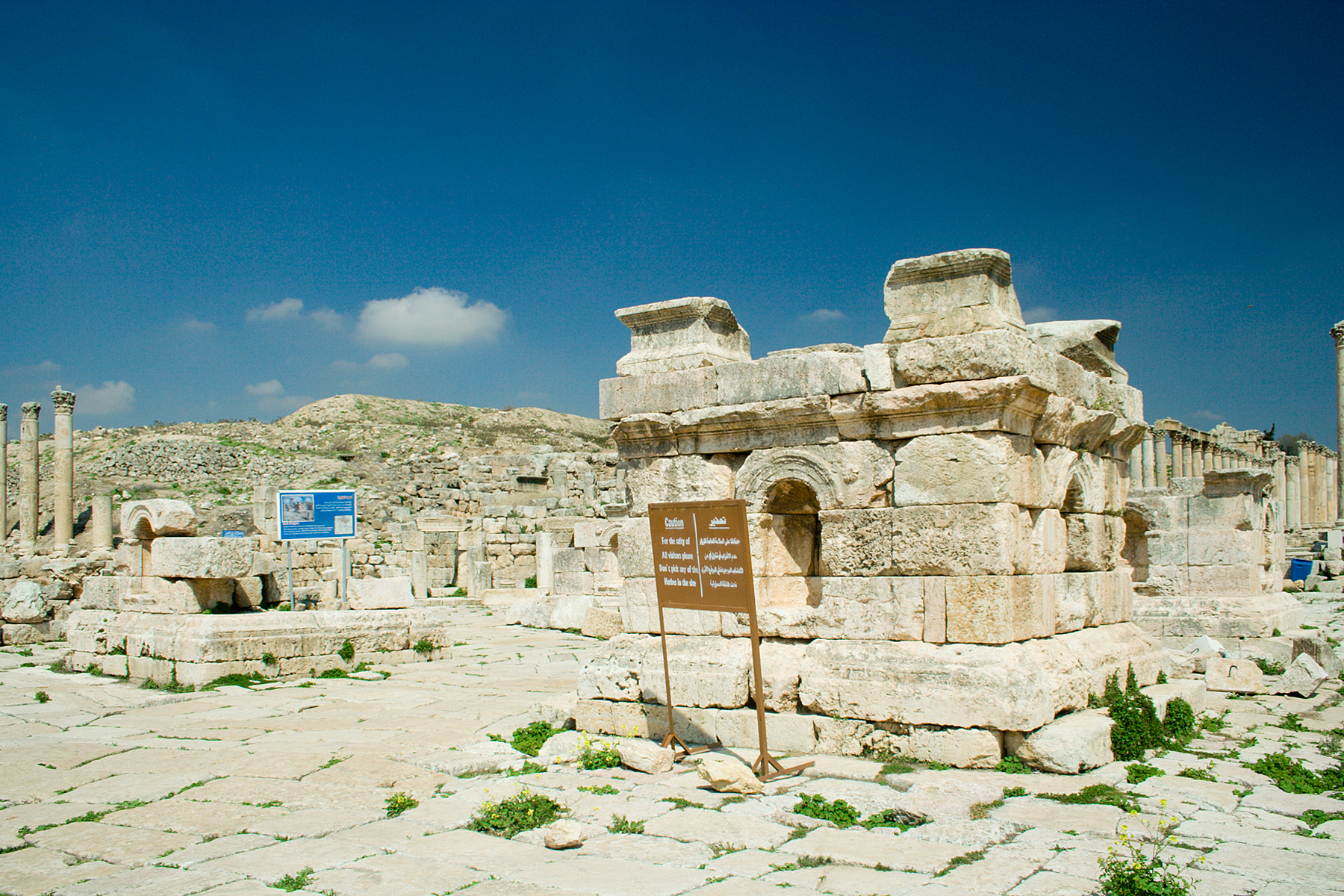
Tétrapyle sud, Gérasa (Jordanie).
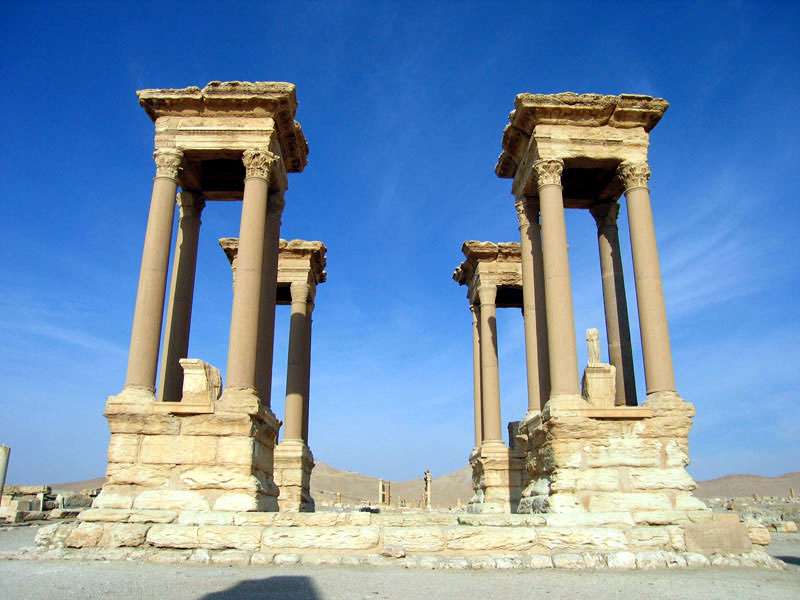
Tétrakionion, Palmyre (Syrie) avant sa destruction par l'Etat Islamique.